# 南洋艦隊
南洋艦隊（なんようかんたい）は清朝海軍の艦隊の一つである。中国語では「南洋水師」とも呼ばれる。
19世紀後半に編成された清朝近代海軍の四水師（北洋、南洋、福建、広東）のうち最も規模が小さく、まだ話題も少ないが、歴史的にはその前後の中国海軍史との関わりの中で、重要な位置にある艦隊である。

## 前史・オズボーン艦隊（阿思本水師）
清朝は17世紀の成立当初から、沿岸の治安維持のため、ジャンク主体の緑営水師を保有していた。しかし19世紀までほぼ編成・装備の更新がなかったこの水師は、1840年の阿片戦争でイギリス・フランスの近代海軍の前に惨敗した。
1851年、太平天国の乱で長江下流域の治安が悪化すると、咸豊帝の弟、恭親王は江南防衛のため、お雇い外国人による近代海軍の設立を決定した。
海軍運用を任されたのは英国海軍のオズボーン（阿思本）大佐で、彼の指揮下でイギリスから購入した6隻の軍艦、主にイギリス人からなる600名の乗員が任務に就いた。ところが、1863年、水師の指揮権を巡ってオズボーンと曽国藩ら江南の督撫が対立。オズボーンは水師の独立性を要求して譲らなかったため解任され、艦隊は解散。艦船は1865年までに日本を含む諸外国に売却された。

## 本史・南洋艦隊
清朝の近代海軍は1866年から1871年にかけて、各地の督撫によって編成された。このため各水師は皇帝に従う清朝海軍の一艦隊であると同時に、各地方の有力者の私兵（軍閥）でもあり、統一運用ができるかどうかは水師間の交渉次第という、微妙な関係の下にあった。
この中で南洋水師は1867年、両江総督の曽国藩によって設立され、上海を拠点に江蘇一帯と長江沿岸の防衛を担当した。上海には曽国藩の部下だった李鴻章が1864年に設立した江南製造局があり、福建艦隊の福州船政局と並ぶ中国の大造船所となるポテンシャルを有していた。
1880年代前半にはドイツから購入した巡洋艦「南琛」「南瑞」と国産砲艦10数隻からなる戦力を有していたが、1885年に清仏戦争が勃発。南洋水師は福建水師の救援要請に応えて出撃したものの、到着前に福建水師はフランス艦隊の攻撃で壊滅（馬江海戦）。南洋水師も迎撃されて敗走し、砲艦2隻を失った（石浦海戦）。
清仏戦争後、今度は台湾の領有と朝鮮の宗主権を巡って日本との緊張が高まり、1885年以降、海軍予算は李鴻章の北洋水師に集中投入されるようになった。江南製造局は陸軍向けの銃砲増産が優先されるようになり、造船から撤退した。このため以後は大きな戦力の変化は無くなった。
1894年の日清戦争でも、広東水師のように北洋水師に加勢はせず、台湾方面の警備を行ったのみであった。そして北洋水師が壊滅すると、無傷で残った南洋水師は、清朝が新たにドイツ・イギリスに発注した艦艇が届くまでの数年間、清朝の貴重な海上戦力になった。

## その後・長江艦隊
清朝は1898年までに、艦艇の補充と異動で北洋水師の再建を完了したが、この過程で他の水師は保有する大型艦を召し上げられ、砲艦のみの小艦隊に成り下がった。
だがその再建された北洋艦隊は、1900年の義和団事件で江南に敗走。1905年に北洋大臣袁世凱らは四水師を解体の上で、清朝直属の海軍に統一することを決定。1909年、清朝の水上戦力は大型艦を集中運用する巡洋艦隊と小型艦主体の長江艦隊に再編成された。
その後辛亥革命で中国の首都は南京に移り、海軍司令部も移転した。このため、南洋艦隊は中華民国の海軍にまで遠くつながっているとも言える。

## 参考資料
- 姜鳴　『龍旗飄揚的艦隊-中国近代海軍興衰史』　三連書店、2008年

- 張侠、楊志本、羅樹偉、王蘇波、張利民　『清末海軍史料』　海軍出版社、2001年